# Kustanayskiy Rayon
Kustanayskiy Rayon (kazakiska: Qostanay Aūdany) är ett distrikt i Kazakstan.   Det ligger i oblystet Qostanaj, i den nordvästra delen av landet, 600 km väster om huvudstaden Astana.